# Tân Thạnh, Cần Thơ
Tân Thạnh là một xã thuộc thành phố Cần Thơ, Việt Nam.

## Địa lý
Xã Tân Thạnh có vị trí địa lý:
- Phía đông giáp xã Long Phú
- Phía tây giáp phường Phú Lợi và phường Sóc Trăng
- Phía nam giáp xã Tài Văn
- Phía bắc giáp xã Đại Ngãi và xã Trường Khánh.

Xã Tân Thạnh có diện tích 70,80 km², dân số năm 2024 là 35.806 người, mật độ dân số đạt 505 người/km².

## Lịch sử
Năm 1934, thành lập làng Tân Thạnh trên cơ sở làng Tân Hội và làng Thạnh Thới thuộc tổng Định Chí, quận Long Phú, tỉnh Sóc Trăng.
Sau năm 1956, xã Tân Thạnh thuộc tổng Định Mỹ, quận Long Phú, tỉnh Ba Xuyên.
Ngày 25 tháng 8 năm 1966, xã Tân Thạnh thuộc huyện Lịch Hội Thượng mới thành lập.
Ngày 20 tháng 9 năm 1975, Bộ Chính trị ban hành Nghị quyết số 245-NQ/TW về việc hợp nhất tỉnh Cần Thơ (ngoại trừ huyện Thốt Nốt), tỉnh Sóc Trăng, tỉnh Trà Vinh, tỉnh Vĩnh Long thành một tỉnh, tên gọi tỉnh mới cùng với nơi đặt tỉnh lỵ sẽ do địa phương đề nghị lên.
Ngày 20 tháng 12 năm 1975, Bộ Chính trị ban hành Nghị quyết số 19/NQ về việc hợp nhất tỉnh Cần Thơ (bao gồm cả huyện Thốt Nốt của tỉnh Long Xuyên), tỉnh Sóc Trăng thành một tỉnh mới, tên gọi tỉnh mới cùng với nơi đặt tỉnh lỵ sẽ do địa phương đề nghị lên.
Ngày 24 tháng 2 năm 1976, Chính phủ Cách mạng lâm thời Cộng hòa miền Nam Việt Nam ban hành Nghị định số 3/NQ/1976 về việc hợp nhất tỉnh Cần Thơ, tỉnh Sóc Trăng và thành phố Cần Thơ thành một tỉnh mới, lấy tên là tỉnh Hậu Giang.
Năm 1976, sáp nhập huyện Lịch Hội Thượng vào huyện Long Phú. Xã Tân Thạnh thuộc huyện Long Phú.
Ngày 26 tháng 12 năm 1991, Quốc hội ban hành Nghị quyết về việc chia tỉnh Hậu Giang thành tỉnh Cần Thơ và tỉnh Sóc Trăng.
Ngày 30 tháng 10 năm 1995, Chính phủ ban hành Nghị định số 70-CP về việc thành lập Phường 8 thuộc thị xã Sóc Trăng trên cơ sở 256,6 ha diện tích tự nhiên và 1.788 nhân khẩu của xã Tân Thạnh.
Ngày 11 tháng 1 năm 2002, Chính phủ ban hành Nghị định số 04/2002/NĐ-CP về việc:
- Thành lập huyện Cù Lao Dung thuộc tỉnh Sóc Trăng.
- Các xã Châu Khánh, Tân Hưng, Tân Thạnh thuộc huyện Long Phú.

Ngày 26 tháng 11 năm 2003, Quốc hội ban hành Nghị quyết số 22/2003/QH11 về việc chia tỉnh Cần Thơ thành thành phố Cần Thơ trực thuộc trung ương và tỉnh Hậu Giang.
Ngày 23 tháng 12 năm 2009, Chính phủ ban hành Nghị quyết số 64/NQ-CP về việc:
- Thành lập huyện Trần Đề thuộc tỉnh Sóc Trăng.
- Các xã Châu Khánh, Tân Hưng, Tân Thạnh thuộc huyện Long Phú.

Tính đến ngày 31/12/2024:
- Xã Châu Khánh có 4 ấp: Ba, Nhất, Nhì, Tư.
- Xã Tân Hưng có 5 ấp: Ko Kô, Sóc Dong, Tân Lịch, Tân Qui A, Tân Qui B.
- Xã Tân Thạnh có 7 ấp: Cái Đường, Cái Quanh, Cái Xe, Mương Tra, Ngã Tư, Saintard, Tân Hội.

Ngày 12 tháng 6 năm 2025, Quốc hội ban hành Nghị quyết số 202/2025/QH15 về việc sắp xếp đơn vị hành chính cấp tỉnh (nghị quyết có hiệu lực từ ngày 12 tháng 6 năm 2025). Theo đó, sáp nhập tỉnh Hậu Giang và tỉnh Sóc Trăng vào thành phố Cần Thơ.
Ngày 16 tháng 6 năm 2025, Ủy ban Thường vụ Quốc hội ban hành Nghị quyết số 1668/NQ-UBTVQH15 về việc sắp xếp các đơn vị hành chính cấp xã của thành phố Cần Thơ năm 2025 (nghị quyết có hiệu lực từ ngày 16 tháng 6 năm 2025). Theo đó, sáp nhập toàn bộ 15,54 km² diện tích tự nhiên, quy mô dân số là 8.091 người của xã Châu Khánh và toàn bộ 33,22 km² diện tích tự nhiên, quy mô dân số là 16.285 người của xã Tân Hưng vào toàn bộ 22,05 km² diện tích tự nhiên, quy mô dân số là 11.430 người của xã Tân Thạnh thuộc huyện Long Phú, tỉnh Sóc Trăng.
Xã Tân Thạnh có 70,80 km² diện tích tự nhiên và quy mô dân số là 35.806 người.